# Lenin (naam)
Lenin is een van oorsprong Russische naam die voor het eerst als schuilnaam gebruikt werd door Vladimir Lenin en die sindsdien voornamelijk in Latijns-Amerika als voornaam populair geworden is.

## Etymologie
De Russische revolutionair Vladimir Oeljanov, die later de eerste leider van de Sovjet-Unie zou worden, gebruikte de schuilnaam Lenin voor het eerst in 1901. Waar hij deze naam haalde, is niet bekend. Eén theorie is dat hij op een bepaald moment het paspoort van een bestaande persoon Nikolaj Lenin gebruikte om onder te duiken; andere theorieën verwijzen naar de rivier de Lena, de naam van een hypothetische geliefde Lena of het Russische woord lenivij, dat ‘lui’ betekent. Wat de oorsprong van de naam Lenin ook moge zijn, hij werd later populair als voornaam onder de bewonderaars van de Sovjetleider, vaak ook in afgekorte vormen zoals Vladlen (voor Vladimir Lenin), Vilen of Vladilen (voor Vladimir Iljitsj Lenin) of zelfs Varlen (een samentrekking van Velkaja Armija Lenina ‘Groot Leger van Lenin’).

## Bekende naamdragers
- Lenin el-Ramly (1945), Egyptisch komedieschrijver en -regisseur
- Lenín Moreno (1953), president van Ecuador
- Len Picota (1966), Panamaans honkbalspeler
- Lenin Steenkamp (1969), Zuid-Afrikaans voetballer
- Lenin Raghuvanshi (1970), Indiaas mensenrechtenactivist
- Lenin Arroyo (1979), Costa Ricaans bokser
- Gilbert Lenin Castillo (1988), Dominicaans bokser
- Lenin Porozo (1990), Ecuadoriaans voetballer
- Lenin Preciado (1993), Ecuadoriaans judoka